# 19 лютого
19 лютого — 50-й день року в григоріанському календарі. До кінця року залишається 315 днів (316 днів — у високосні роки).

## Свята і пам'ятні дні

### Міжнародні
- Міжнародний день захисту морських ссавців

### Національні
- Україна: День Державного Герба.

### Релігійні

#### Християнство
- День Святого Конрада (1290—1351).

Православ'я:
- Апостолів від 70-х: Архипа та Филимона і мучениці рівноапостольної Апфії.
- Мучеників Максима, Феодота, Ісихія, мучениці Асклипіодоти.
- Преподобних Євгенія і Макарія, сповідників, пресвітерів Антіохійських.
- Преподобного Досифея, учня преподобного авви Дорофея.
- Преподобного Равули.

### Іменини
✝  Католицькі:
✙ Православні: Максим, Євгеній, Макарій.

## Події
- 197 — Клодій Альбін та Септимій Север зустрілись у битві біля Лугдуна

- 1190 — папа Іннокентій III підвищив лікарняну громаду німців, створену під час хрестового походу, до статусу лицарського ордену: заснований Тевтонський орден.
- 1600 — виверження перуанського вулкана Вайнапутіна, найсильніше в історії Південної Америки.
- 1649 — відбулася Друга битва при Ґуарарапесі, яка фактично поклала край голландським колонізаційним зусиллям у Бразилії.
- 1674 — Англія та Нідерланди підписали Вестмінстерський договір, завершуючи Третю англо-голландську війну. Відповідно до угоди голландська колонія Новий Амстердам передана Англії.
- 1861 — Олександр II видав «Маніфест про скасування кріпацтва» в Російській імперії.
- 1878 — Томас Едісон запатентував фонограф.Брошура «Самостійна Україна» авторства Миколи Міхновського (1900 р.)
- 1900 — Микола Міхновський у Харкові виголосив свій реферат «Самостійна Україна».
- 1913 — Педро Ласкуран пробув президентом Мексики 45 хвилин: найкоротше в історії президентське правління.
- 1945 — морська піхота США висадилась на Іодзімію
- 1954 — схвалено Указ Президії Верховної Ради СРСР про передачу Кримської області зі складу РРФСР до складу УРСР
- 1986 — різанина в Аккараіпатту: армія Шрі-Ланки вбила 80 тамільських робітників-фермерів у східній Шрі-Ланці.
- 1992 — Верховна Рада України затвердила тризуб як малий герб України.
- 1993 — англійські дослідники Файнерс і Страуд стали першими людьми, які подолали Антарктиду пішки.
- 1994 — композиція «Without you» Мераї Кері очолила британський чарт, ця пісня стала першим хітом співачки, що добрався до вершини британського хіт-параду.
- 1995 — «Roxette» виступили в Пекіні. Гурт став другими після Джорджа Майкла західними артистами, що виступили у Китаї.
- 1999 — у США затриманий колишній прем'єр-міністр України Павло Лазаренко.
- 2000 — на Великому китайському мурі 3 200 чоловік спорудили найбільшого китайського танцюючого дракона довжиною 3 048 метрів.
- 2003 — у Києві пройшла прем'єра фільму «Мамай», що став першою повнометражною роботою режисера Олеся Саніна.
- 2003 — гурт «Massive Attack» випустив «100th window» — свій 4-й альбом.
- 2004 — кубинська курка знесла найважче яйце у світі — вагою в 148 грам.
- 2006 — вибух метану у вугільній шахті поблизу Нуева-Росіта, Мексика, вбив 65 шахтарів.
- 2012 — сорок чотири людини були вбиті під час тюремної бійки в Аподаці, Нуево-Леон, Мексика.
- 2014 — протистояння на Грушевського. Бійня на Інститутській. У відповідь на прийняття Верховною Радою України законів, направлених на звуження конституційних прав і свобод громадян, які відкривали шлях до масових репресій, з січня 2014 року в Києві на вулиці Грушевського почалось відкрите протистояння протестувальників з міліцією та внутрішніми військами. Апогею це протистояння досягло 19-20 лютого 2014 року.

## Народились

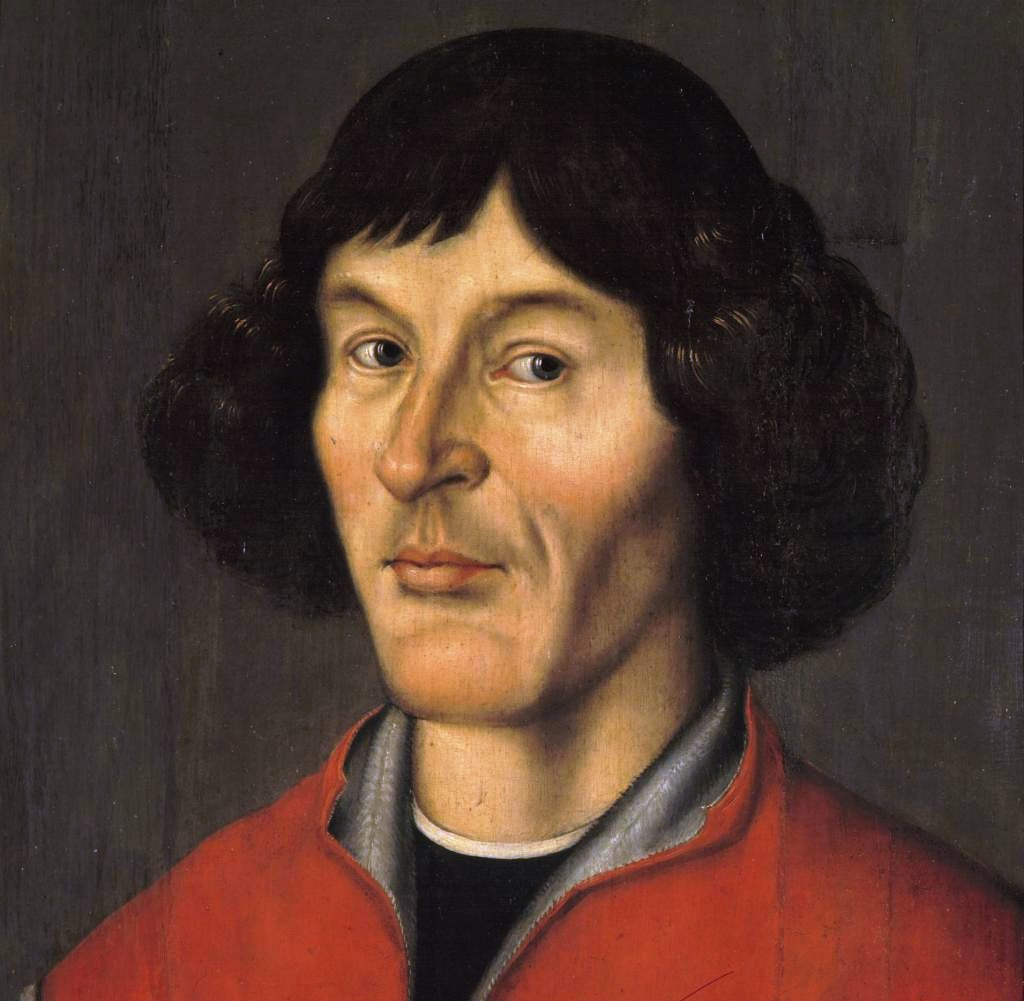
Миколай Коперник

Дивись також Категорія:Народились 19 лютого
- 1473 — Миколай Коперник, польсько-німецький астроном.
- 1743 — Луїджі Боккеріні, італійський композитор і віолончеліст.
- 1812 — Зигмунт Красінський, польський поет і драматург.
- 1843 — Аделіна Патті, італійська співачка (колоратурне сопрано), улюблена вокалістка Джузеппе Верді.
- 1859 — Сванте Арреніус, шведський фізик, хімік та астрофізик.
- 1876 — Константін Бранкузі, румунський скульптор, один із засновників абстрактної скульптури († 1957)
- 1877 — Габріель Мюнтер, німецька художниця, одна з засновників експресіоністської групи «Синій вершник».
- 1929 — Олег Коркушко, український терапевт і геронтолог, академік, лавреат Державних премій України.
- 1937 — Клим Чурюмов, український астроном, першовідкривач комет Чурюмова-Герасименко та Чурюмова-Солодовникова.
- 1947 — Лінь Хуаймінь, тайванський танцівник, хореограф і письменник
- 1948 — Тоні Айоммі, гітарист гурту «Black Sabbath».
- 1952 — Рю Муракамі, японський письменник, сценарист і режисер.
- 1952 — Данило Тюрк, президент Словенії.
- 1957 — Фалько, австрійський співак і композитор.
- 1963 — Сіл (Seal), британський соул-виконавець.
- 1967 — Бенісіо дель Торо, американський актор («21 грам», «Трафік», «Страх і огида в Лас-Вегасі»).
- 1985 — Гейлі Дафф, американська акторка, співачка і автор пісень.
- 2001 — Девід Мазуз, американський актор.
- 2004 — Міллі Боббі Браун, британська акторка та модель («Дивні дива»).
- 2005 — Альма Дойчер, британська композиторка, піаністка і скрипалька.

## Померли

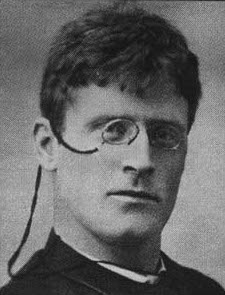
Кнут Гамсун

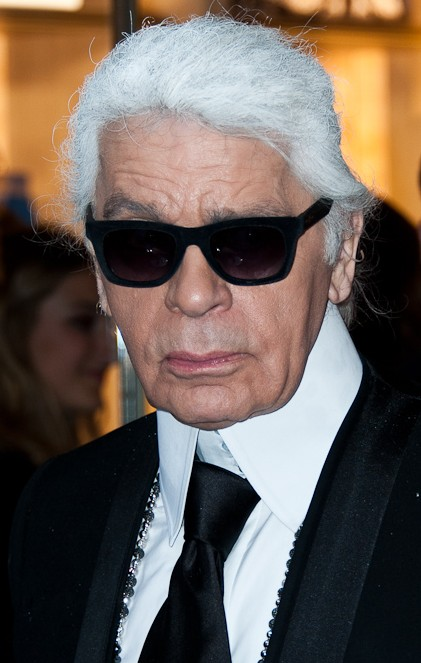
Карл Лагерфельд

Василь Чучупак

Дивись також Категорія:Померли 19 лютого
- 1405 — Тамерлан, середньоазійський державний діяч і політик, полководець, засновник династії Тимуридів
- 1799 — Жан-Шарль де Борда, французький математик, фізик, геодезист, інженер, політолог і морський офіцер
- 1837 — Георг Бюхнер, німецький поет та драматург.
- 1887 — Мультатулі, нідерландський письменник.
- 1897 — Карл Веєрштрас, німецький математик
- 1914 — Володимир Орловський, український живописець, тесть художника Миколи Пимоненка.
- 1916 — Ернст Мах, австрійський фізик і філософ
- 1920 — Василь Чучупак, військовий і громадський діяч часів Української революції, головний отаман Холодноярської Республіки
- 1934 — Андрі́й Корне́лля, український вчений-агроном, громадський діяч
- 1951 — Андре Жид, французький письменник, лауреат Нобелівської премії з літератури (1947)
- 1952 — Кнут Гамсун, норвезький письменник, лауреат Нобелівської премії з літератури (1920)
- 1969 — Микола Капустянський, український військовий і політичний діяч, генерал-хорунжий Армії УНР (генерал-полковник ув еміграції), один із керівників ОУН.
- 1980 — Бон Скотт, австралійський музикант, вокаліст гурту AC/DC.
- 2000 — Фріденсрайх Гундертвассер, австрійський художник, дизайнер та архітектор.
- 2001 — Стенлі Крамер, американський кінорежисер та продюсер.
- 2001 — Шарль Трене, французький шансоньє і кіноактор.
- 2016 — Умберто Еко, італійський письменник, філософ, історик-медієвіст (романи «Ім'я рози», «Маятник Фуко», «Бавдоліно», «Таємниче полум'я цариці Лоани»).
- 2016 —Нелл Гарпер Лі, американська письменниця та публіцистка.
- 2017 — Максим Паперник, український кінорежисер, продюсер і кліпмейкер
- 2019 — Ганна Чубач, українська дитяча поетеса.
- 2019 — Карл Лагерфельд, німецький та французький модельєр і фотограф.